# Juliusz Domański
Juliusz Domański (ur. 17 maja 1927 w Suchym Lipiu) – prof. dr hab., historyk filozofii starożytnej, średniowiecznej i renesansowej, filolog klasyczny ze specjalizacją neolatynistyczną. 

## Życiorys
Emerytowany profesor Instytutu Filozofii i Socjologii PAN i Instytutu Filologii Klasycznej Uniwersytetu Warszawskiego, członek czynny Polskiej Akademii Umiejętności, członek korespondent Towarzystwa Naukowego Warszawskiego, członek Polskiego Towarzystwa Filologicznego, Polskiego Towarzystwa Filozoficznego, International Society for the History of Rhetoric, członek Rady Programowej „Archiwum Historii Filozofii i Myśli Społecznej”. Rozprawę doktorską De Philippo Callimacho elegicorum Romanorum imitatore obronił na Wydziale Filologicznym UW w 1965. Habilitację uzyskał na podstawie książki Erazm i filozofia w 1973. W 2007 otrzymał Nagrodę im. Księdza Idziego Radziszewskiego Towarzystwa Naukowego KUL za rok 2006, za całokształt dorobku naukowego w duchu humanizmu chrześcijańskiego.

## Wybrane publikacje
- O wolnej woli - Wstęp (1953). W: Augustyn: Dialogi filozoficzne. Wyd. 2. Kraków: Znak, 1999, s. 487-492, seria: Filozofia i Religia. ISBN 83-7006-681-X.,
- De Philippo Callimacho elegicorum Romanorum imitatore (1966),
- Erazm i filozofia (1973, 2001),
- „Scholastyczne„ i „humanistyczne” pojęcie filozofii („Studia Mediewistyczne” XIX, 1978, z. 1),
- Początki humanizmu (jako t. IX Dziejów filozofii średniowiecznej w Polsce, red. Z. Kuksewicz, 1982),
- Tekst jako uobecnienie (1992, 2002),
- La philosophie, théorie ou manière de vivre? Les controverses de l'Antiquité à la Renaissance i toż w przekładzie polskim jako Metamorfozy pojęcia filozofii (1996),
- Z dawnych rozważań o marności i pogardzie świata oraz nędzy i godności człowieka (1997),
- Juliusz Domański. Teoretyczna czy praktyczna? Scholastyczne dyskusje o naturze teologii, [Recenzja:] Mikołaj Olszewski, O teoretycznej bądź praktycznej naturze teologii: Metateologia scholastyczna 1200–1350, Kraków: Universitas, 2002. „Przegląd Tomistyczny”. IX, s. 351–364, 2003.